# De pata negra
De pata negra es el primer álbum de estudio de la cantante española Melody. Salió a la venta en España el 17 de junio de 2001, dos semanas después del lanzamiento de su primer sencillo «El baile del gorila». 
Consiguió ser doble disco de platino en España y disco de platino latino en Estados Unidos.

## Producción
La producción de este álbum corrió a cargo de la firma discográfica del Fary (Carabirubí Producciones) para Sony Music. Fue realizado y dirigido por Gustavo Ramudo.

## Sencillos
«El baile del gorila» fue el sencillo que lanzó a la fama a la cantante y llegó a traspasar fronteras. Se hicieron versiones en otros idiomas, combinadas con otros géneros infantiles. Melody logró alcanzar el éxito y se hizo con numerosos seguidores. Dio una gira de conciertos por España, México y otros países de América Latina, incluso cantó junto a otros cantantes españoles, mexicanos y venezolanos. Melody fue considerada la nueva niña prodigio de la música española y la prensa internacional llegó a comparar su éxito con el de Macarena (de Los del Río).
«De pata negra» es su segundo sencillo, grabado en Madrid junto con otros actores, y también fue un éxito musical por incluir varios géneros. En Colombia y Estados Unidos, además de España, fueron los países donde más se escuchó este sencillo, sobre todo en conciertos y concursos infantiles.
«Besos de cristal» fue el tercer y último sencillo lanzado una semana después del álbum. Fue presentado en Madrid por su género romántico y resultó uno de los sencillos más exitosos en México y Venezuela.

## Lista de canciones
1. El baile del gorila (3:11).
2. Mi mejor amiga (3:05).
3. De pata negra (2:46).
4. Papi, ¿qué me pasa a mí? (3:34).
5. La ratita (3:50).
6. Besos de cristal (3:20), conocida también como Mami.
7. La cuerda de su guitarra (3:11).
8. Juego a ser mayor (2:54).
9. Señora sociedad (5:07).
10. ¿Cómo canta la gallina? (2:48).
11. La calculadora (3:22).
12. Mío, mío (2:33).

## Listas

### Semanales
| País   | Lista                       | Primera semana      | Posición de ingreso | Mejor posición | Semanas en la mejor posición | Semanas en la lista | Última semana       | Ref.  |
| ------ | --------------------------- | ------------------- | ------------------- | -------------- | ---------------------------- | ------------------- | ------------------- | ----- |
| España | Top 50 álbumes (Promusicae) | 25 de junio de 2001 | 46                  | 2              | 1                            | 31                  | 21 de enero de 2002 | [ 4 ] |

### Anuales
| País   | Lista                       | Año  | Posición | Ref.  |
| ------ | --------------------------- | ---- | -------- | ----- |
| España | Top 50 Álbumes (Promusicae) | 2001 | 21       | [ 5 ] |

### Certificaciones
| País   | Proveedor  | Año  | Certificación acreditada | Copias certificadas | Ref.  |
| ------ | ---------- | ---- | ------------------------ | ------------------- | ----- |
| España | Promusicae | 2001 | 2× Platino               | 200 000             | [ 6 ] |